# Masan

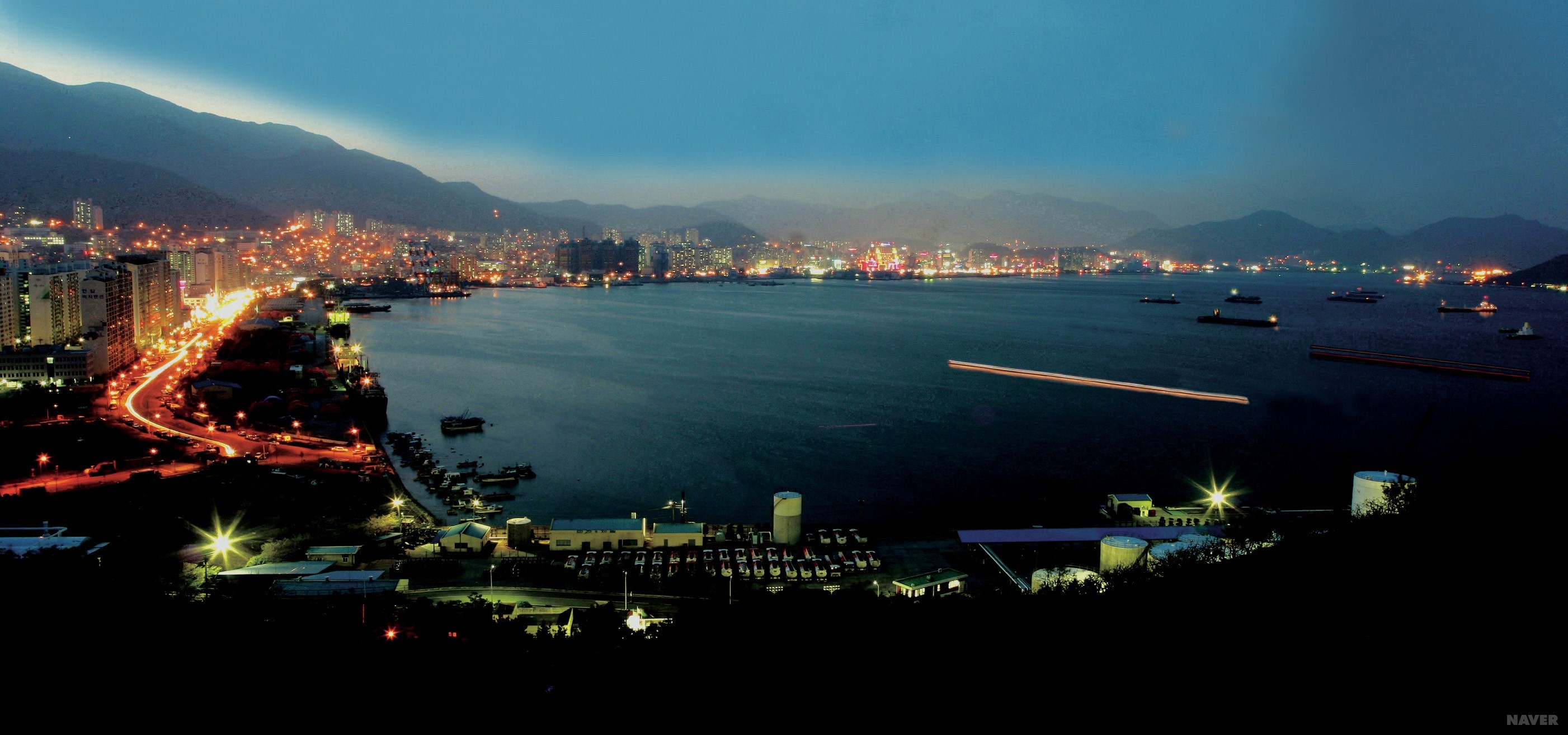
Toàn cảnh cảng Masan.

Masan là thành phố thủ phủ trước kia của tỉnh Gyeongsang Nam, Hàn Quốc. Thành phố nằm ở vùng ven biển dọc theo vịnh Masan (마산 만, Masan-man), cách Busan  khoảng 35 km về phía tây. Nó được biết đến với ngành công nghiệp dệt, và hiện tại Hite Brewery là một trong những doanh nghiệp lớn của địa phương. Từ năm 2010, hai thành phố lân cận và Masan đã được sáp nhập vào Changwon.
Trong thời kỳ kiểm soát của người Mông Cổ, thành phố còn được biết đến với tên gọi là Happo (合浦). Do đó, tên cũ vẫn thường được sử dụng cho Masan-man là Happo-man.

## Lịch sử
Tháng 10 năm 1274 – Sau khi những lãnh đạo người Triều Tiên khuyến khích Hốt Tất Liệt – người đứng đầu nhà Nguyên Mông Cổ vào năm 1265 rằng Nhật Bản sẽ dễ dàng bị chinh phục, triều đại Triều Tiên Koryo đã xây dựng hơn 300 tàu lớn để hỗ trợ cho cuộc xâm lược Nhật Bản. Với hơn 20.000 quân Mông Cổ và 5.000 người Triều Tiên, quân đội đồng minh này rời Masan trên 900 tàu vào ngày 2 tháng 10 năm 1274 trong một nỗ lực để chinh phục Nhật Bản và cuối cùng đã thất bại.
Ngày 1 tháng 5 năm 1899 – Cảng Masan đã được mở ra dưới áp lực từ Nhật Bản. Trong số những mặt hàng buôn bán ban đầu là muối, cá, bông và các hàng hoá khác.
Ngày 15 tháng 3 năm 1960 – Một cuộc biểu tình chống tham nhũng bầu cử được Đảng Dân chủ ở Masan lãnh đạo. Khoảng 1.000 người dân đã tham dự cuộc biểu tình diễn ra vào lúc 19:30 trước Trụ sở Đảng Dân chủ tại Masan. Cuộc biểu tình đã dẫn đến những cuộc đụng độ dữ dội giữa những người biểu tình và cảnh sát, trong đó một số học sinh đã bị giết. Để khôi phục lại trật tự, chính quyền đã loại bỏ Masan và tướng Carter B. Magruder cuối cùng đã phái lực lượng Thủy quân lục chiến Hoa Kỳ để dập tắt tình trạng bất ổn.
Ngày 12 tháng 4 năm 1960 – Thi thể của Kim Ju-yul được phát hiện tại Cảng Masan. Kim vẫn mặc bộ đồng phục của mình từ Trường trung học Thương mại Masan và đã biến mất trong cuộc đụng độ ngày 15 tháng 3. Các nhà chức trách tuyên bố rằng anh đã chết đuối, nhưng nhiều cư dân Masan không tin lời giải thích này và buộc phải theo họ vào bệnh viện, nơi thi thể của Kim được lưu giữ. Tại bệnh viện, họ phát hiện ra rằng những mảnh vỡ của vỏ lựu đạn sau mắt anh ta đã thật sự giết anh ta. Trong những ngày tiếp theo, các cuộc biểu tình đã diễn ra với khoảng 40.000 cư dân khắp thành phố. Trong những cuộc đụng độ mới với cảnh sát, cảnh sát đã nổ súng và giết chết một số người biểu tình. Một lần nữa, quân đội Mỹ được kêu gọi để giúp khôi phục trật tự. Vào thời điểm này, sự tức giận của công chúng với chính phủ đã tăng lên mức cao mới và nổi dậy chống lại chính phủ Rhee trên khắp đất nước. Các nhà chức trách sau đó ban bố tình trạng thiết quân luật.
Như vậy, các sự kiện ở Masan vào năm 1960 đã góp phần thúc đẩy phong trào chống tham nhũng được gọi là Cách mạng 19 tháng 4, cuối cùng dẫn đến sự từ chức của Tổng thống Syngman Rhee và sự khởi đầu của Đệ nhị Cộng hòa Hàn Quốc.
Năm 1979 – Các cuộc biểu tình đã nổ ra tại Masan (cũng như ở Busan) chống lại chế độ Tổng thống Park Chung-hee sau một cuộc trấn áp tàn bạo của cảnh sát đối với nữ công nhân dệt từ Công ty Thương mại YH. Người lao động ở Vùng Tự do xuất khẩu của Masan đã thành lập được bốn liên đoàn lao động.
Năm 2009 -
Vào ngày 7 tháng 12, hội đồng thành phố chấp nhận đề xuất hợp nhất Masan với Changwon và Jinhae để hình thành nên một thành phố có tên chưa được biết đến với hơn một triệu người. Các hội đồng thành phố của hai thành phố khác cũng đã thông qua việc sáp nhập, sẽ mang lại quỹ quốc gia cho siêu đô thị bằng một luật được thiết kế để hỗ trợ các thành phố có dân số trên một triệu người. Hội đồng Tỉnh của tỉnh Gyeongsang Nam chấp thuận việc sáp nhập, và một quyết định được kỳ vọng đưa ra trong tuần cuối cùng của tháng 12 năm 2009. 
Ngày 1 tháng 7 năm 2010 - Ba thành phố láng giềng của Masan, Changwon và Jinhae đã thống nhất thành lập thành phố Changwon Hợp nhất với dân số 1,08 triệu người.

## Đơn vị hành chính
Giống với nhiều thành phố của Hàn Quốc, trung tâm thành phố Masan được chia thành hành chính dong. Vùng xa xôi được chia thành 1 eup và 4 myeon:
1. Naeseo-eup (내서읍)[6]
2. Sanho-dong (산호동)
3. Gusan-myeon (구산면)
4. Jindong-myeon (진동면)
5. Jinbuk-myeon (진북면)
6. Jinjeon-myeon (진전면)
7. Hyeon-dong (현동)
8. Gapo-dong (가포동)
9. Woryeong-dong (월영동)
10. Munhwa-dong (문화동)
11. Banwol-dong (반월동)
12. Jungang-dong (중앙동)
13. Wanwol-dong (완월동)
14. Jasan-dong (자산동)
15. Dongseo-dong (동서동)
16. Seongho-dong (성호동)
17. Gyobang-dong (교방동)
18. Nosan-dong (노산동)
19. Odong-dong (오동동)
20. Happo-dong (합포동)
21. Hoewon-dong (회원동) (chia thành hai hành chính dong)
22. Seokjeon-dong (석전동) (chia thành hai hành chính dong)
23. Hoeseong-dong (회성동)
24. Yangdeok-dong (양덕동) (chia thành hai hành chính dong)
25. Hapseong-dong (합성동) (chia thành hai hành chính dong)
26. Guam-dong (구암동) (chia thành hai hành chính dong)
27. Bongam-dong (봉암동)

## Giáo dục
Masan có ba tổ chức giáo dục đại học: đại học Masan thuộc trường đại học công lập nằm ở vùng ngoại ô phía tây bắc của thành phố ở Yongdam-ri, trường đại học Kyungnam tư nhân (경남 대학교) nằm ở phía nam của Masan kế cận Shin Masan. Và trường đại học Changshin tư nhân nhỏ nằm ở phía đông bắc của thành phố.

## Giải trí và thể thao
Quận trung tâm thương mại ban đầu của Masan nằm ở Chang-dong. Hapseong-dong cũng là một khu phố thương mại. Khu vực có nhiều quán bar, nhà hàng và các hình thức giải trí khác nằm ở Sinmasan.
Sân bóng chày Masan là quê hương của NC Dinos thuộc KBO League. Trước đây nó thỉnh thoảng tổ chức bởi Lotte Giants, một đội Tổ chức Bóng chày Hàn Quốc đóng ở gần Busan. Một đội bóng chày chuyên nghiệp của phụ nữ trong số nhiều đội ở Hàn Quốc, đóng ở Sinpo-dong. Công viên giải trí và sở thú nằm trên đảo nhỏ Dot-do ở vịnh Masan. Công viên chỉ mở cửa vào mùa hè.
Masan cũng rất gần với Geojedo, là một hòn đảo lớn có thể đến bằng xe buýt, xe hơi hoặc phà.

## Món ăn
Masan thường được biết đến với ngành đánh bắt cá và là nguồn gốc của món cay Agujjim, một món ăn hấp được làm từ agwi (아귀, Lophiidae). Cho đến những năm 1940, cá không được ăn ở đây và thường bị loại bỏ do hình dạng xấu xí của nó và giá trị thương mại thấp. Tuy nhiên, khi cá bắt đầu trở nên khan hiếm vào cuối thế kỷ 20, món ăn này được tìm thấy gần đây trở nên phổ biến. Từ khi thành lập, agujjim đã được coi là một đặc sản địa phương của Masan, đặc biệt là quanh Odong-dong, một trong những khu lân cận ở đó và được yêu thích bởi công chúng trên toàn quốc.
Masan cũng là quê hương của một chợ cá nổi tiếng (gọi là "Eosijang"). Nó nằm gần đường phố với sự tập trung của các nhà hàng agujjim. Một viên chức thành phố của tòa thị chính Masan đã tuyên bố rằng đây là thị trường cá lâu đời và lớn nhất ở Gyeongsangnam-do, thậm chí còn lớn hơn chợ Jagalchi ở Busan.

## Giao thông
Việc xây dựng cầu Machang bắt đầu vào quý II năm 2004 và khai trương vào giữa năm 2008. Cầu làm giảm bớt tắc nghẽn ở Changwon bằng cách tạo sự liên kết trên Vịnh Masan. Cây cầu dài 1,7 km.
Cầu Machang là cây cầu có quy mô lớn đầu tiên được xây dựng ở Hàn Quốc bằng hình thức quan hệ đối tác công tư. Các nhà tài trợ của dự án là Bouygues Travaux Publics và Hyundai Engineering & Construction đã theo đuổi dự án từ cuối những năm 1990. MCB Co., Ltd là công ty nhượng quyền được các nhà tài trợ và MKIF cùng sở hữu.

## Cảng Masan
Cảng từng được vận hành bởi người Mông Cổ (nhà Nguyên ở Trung Quốc) và được sử dụng để chuẩn bị cho việc chinh phục Nhật Bản và cuối cùng đã thất bại. Cho đến ngày nay, đặt trưng của Masan tuy nhỏ nhưng mang tính lịch sử "Mongojeong" (몽고정,蒙古井) có nghĩa là Mongol Well. Cảng Masan tọa lạc tại 117 Jasan-dong, và đại diện cho sự ảnh hưởng của người Mông Cổ lên thành phố.
Ngày nay, cảng Masan là một trong những điểm nổi bật nhất của thành phố. Nó được mở lần đầu vào năm 1899. Cảng kết nối thế giới bên ngoài với Khu phức hợp Công nghiệp Changwon, Vùng Thương mại Tự do Masan và Khu phức hợp Công nghiệp Sachun trong tương lai.

## Điểm du lịch
- Cầu Jeodoyeonneukgyo (cầu nối đất liền với đảo Jeodo)

Cầu Jeodoyeonneukgyo là điểm nổi tiếng để ngắm cảnh bình minh và hoàng hôn tuyệt đẹp. Được xây dựng vào năm 1987, cây cầu dài 182 m và cao 15,5 m nối Gubok-ri và đảo Jeodo. Những tảng đá tìm thấy ở cả hai đầu cây cầu mở rộng ra hướng về phía biển, và người ta có thể băng qua cây cầu trong khi tận hưởng khung cảnh tuyệt đẹp của biển xanh.
- Công viên Jasan Solbat

Công viên này tọa lạc ở trung tâm của Masan, với một bánh xe nước dọc theo dòng suối nhỏ dài 95m, đường mòn rừng thông được hình thành từ đất sét đỏ, khu vực thể dục ngoài trời với thiết bị tập thể dục, sân chơi cho trẻ em ở trong rừng, sân khấu biểu diễn ngoài trời và một sân gôn.
- Gagopa Kkoburang-gil

Đây là một ngôi làng có các hình vẽ trên tường, nơi mọi người có thể đi bộ dọc theo một con hẻm quanh co, thưởng thức góc nhìn của một ngôi làng trên núi và cảng Masan. 32 họa sĩ vẽ tranh trên tường mà không cần trả lương là một phần trong nỗ lực khích lệ các cộng đồng ở Chusan-dong và Seongho-dong.

## Thành phố kết nghĩa
- Jacksonville, Florida, Hoa Kỳ
- Houston, Texas, Hoa Kỳ
- Mokpo, Hàn Quốc
- Thư Lan, Trung Quốc
- Zapopan, Jalisco, Mexico
- Himeji, Nhật Bản
- Ussuriisk, Nga[10]